# Uranio
L'uranio (dal greco οὐρανός, uranós, "cielo") è l'elemento chimico di numero atomico 92 e il suo simbolo è U.
È un metallo bianco-argenteo, tossico e radioattivo; appartiene alla serie degli attinidi ed il suo isotopo 235U trova impiego come combustibile nei reattori nucleari e nella realizzazione di armi nucleari.

## Caratteristiche
Puro, si presenta come un metallo bianco-argenteo, radioattivo e poco più tenero dell'acciaio. È malleabile, duttile e debolmente paramagnetico.
È un metallo molto denso (65% più denso del piombo). Diviso finemente, reagisce con l'acqua a temperatura ambiente; esposto all'aria si copre superficialmente di uno strato del proprio ossido di U(IV), UO2, facilmente ossidabile alla forma più comune e più stabile di ossido misto di U(IV) ed U(VI) ottaossido di triuranio U3O8, facilmente reperibile in natura. Anche la forma ossidata di U(VI), UO3, viene facilmente ridotta ad alta temperatura a U3O8. La forma metallica è piroforica, brucia cioè all'aria ad alta temperatura innalzando ulteriormente la temperatura fino ad alcune migliaia di °C e formando micro e nanoparticelle dei suoi ossidi.
L'uranio metallico si presenta in tre forme allotropiche:
- α – ortorombico, stabile fino a 667,7 °C;
- β – tetragonale, stabile a temperature comprese tra 667,7 e 774,8 °C;
- γ – cubico a corpo centrato, stabile a temperature comprese tra 774,8 °C ed il punto di fusione, è la forma più duttile e malleabile delle tre.

L'isotopo 235U, capostipite della catena di decadimento radioattivo naturale [4n+3], è importante sia come combustibile per i reattori nucleari (detti appunto ad U) sia per le armi nucleari poiché è l'unico isotopo fissile esistente in natura in quantità apprezzabili.
Anche 238U può trovare impiego nei reattori nucleari, dove è convertito in 239U per assorbimento di neutroni (fertilizzazione), il quale decade in 239Pu, fissile. Anche l'isotopo 233U è fissile; pur non esistendo in natura, è prodotto per bombardamento con neutroni di 232Th mediante il cosiddetto innesto ad uranio e costituirà verosimilmente il combustibile nucleare del futuro nei reattori detti appunto ad (U/Th), data l'elevata concentrazione del Th in natura confrontata con quella dell'U.
L'uranio fu il primo elemento fissile scoperto in natura; questa proprietà lo rende la principale materia prima per la bomba nucleare, spesso impropriamente detta "atomica", e per la costruzione e l'alimentazione di reattori nucleari. L'uranio si estrae da due minerali estremamente redditizi: l'uraninite (detta anche pechblenda) e la carnotite, ma sono noti almeno altri 150 minerali uraniferi, con contenuti di uranio di potenziale rilevanza commerciale.
L'uranio è importante anche per la datazione radiometrica dei fossili: l'uranio-238, capostipite della catena di decadimento radioattivo naturale [4n+2], si trasmuta mediante decadimenti alfa e beta successivi in 206Pb (stabile) con un tempo di dimezzamento di 4 510 000 000 anni.

## Isotopi
L'uranio naturale è composto da una miscela di tre isotopi, 234U, 235U e 238U, di cui 238U è il più abbondante (99,3%), mentre il 234U costituisce una percentuale trascurabile del totale. Questi tre isotopi sono radioattivi; quello dotato di tempo di dimezzamento più lungo è il 238U (con un'emivita di 4,468×109 anni), seguono 235U (7,038×108 anni) e 234U (2,455×105 anni). L'238U emette prevalentemente particelle alfa decadendo in 234Th. A sua volta, questo decade beta, continuando la catena fino a giungere al 206Pb, stabile.
All'interno dell'uranio naturale l'attività specifica degli isotopi 234U e 238U, praticamente la stessa per entrambi gli isotopi, è quantificabile in 12,4 kBq/g (1 becquerel – Bq – rappresenta una disintegrazione al secondo) e si classifica nella fascia di rischio più bassa tra gli isotopi radioattivi. All'interno dell'uranio naturale, l'attività specifica da attribuirsi all'isotopo 235U è molto inferiore (0,6 kBq/g), essendo questo presente solo in una frazione minima ed avendo una vita media approssimabile allo stesso ordine di grandezza del 238U.
Va necessariamente precisato, tuttavia, che il rischio indotto dalla radioattività dipende essenzialmente dalla concentrazione dell'isotopo di uranio nell'ambiente (misurata ad esempio in kBq/cm³) piuttosto che dalla sua attività intrinseca.
Gli isotopi dell'uranio vengono separati per aumentare la concentrazione di 235U rispetto a 238U; questo processo è chiamato arricchimento dell'uranio. L'uranio si considera "arricchito" quando la frazione di 235U è considerevolmente maggiore del livello naturale (circa lo 0,7204%), tipicamente su valori compresi tra il 3% ed il 7%. 235U è il tipico materiale fissile per i reattori nucleari a fissione ed è utilizzabile per la produzione di armi nucleari se sufficientemente puro. 238U nella reazione di fertilizzazione con un neutrone si trasforma in 239Pu, che a sua volta può essere utilizzato come fissile o per scopi bellici.

## Arricchimento dell'uranio

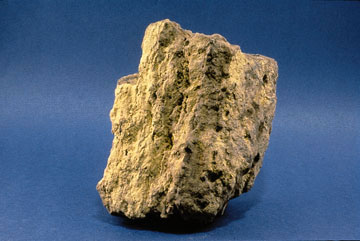
Uranio grezzo

Per ottenere un materiale fissile che sia adatto a scopi nucleari, cioè che emetta una quantità sufficiente di neutroni (a meno di usare acqua pesante, come in un reattore nucleare ad acqua pesante, o altri moderatori che migliorano il bilancio neutronico consentendo l'impiego di uranio naturale), è necessario aumentare la concentrazione dell'isotopo 235U rispetto al più comune e meno radioattivo 238U. La concentrazione di 235U deve passare dallo 0,71% a valori superiori al 3% per i reattori nucleari ad acqua leggera LWR.
Il processo di concentrazione dell'uranio è un compito estremamente difficile: non è possibile separarli per via chimica, essendo due isotopi dello stesso elemento, e l'unico modo è sfruttare la piccolissima (meno dell'1,5%) differenza di peso.
Per fare questo si fa reagire l'uranio metallico con fluoro ottenendo esafluoruro di uranio (UF6), un composto solido bianco, che sublima in fase gassosa al di sopra di 56,4 °C.
Questo composto in fase gassosa è usato nei due più comuni processi di arricchimento, l'arricchimento per diffusione gassosa (utilizzata soprattutto negli Stati Uniti) e quello per centrifuga a gas (principalmente utilizzato in Europa).
Allo stato attuale è in corso di sviluppo presso il Dipartimento dell'Energia statunitense una terza tecnologia di arricchimento chiamato a separazione laser, ancora in fase di studio.
Un quarto metodo di arricchimento è quello della separazione termica, che però è meno efficiente delle tecnologie attuali e non è più utilizzato.
Dopo l'arricchimento l'esafluoruro viene decomposto, riottenendo uranio metallico e fluoro gassoso, dopodiché è ossidato a formare diossido di uranio UO2.
Il processo di arricchimento produce grandi quantità di uranio impoverito, ossia uranio cui manca la corrispondente quantità di 235U. L'uranio si considera impoverito quando contiene valori di 235U generalmente compresi tra lo 0,2% e lo 0,3%, a seconda delle esigenze economiche e di produzione.
Per dare un'idea della tipica proporzione tra uranio arricchito e uranio impoverito, da 100 kg di uranio metallico pronto per l'arricchimento si possono ottenere al massimo 12,5 kg di uranio arricchito al 3,6% e 87,5 kg di uranio impoverito allo 0,3%.
L'uranio impoverito è generalmente stoccato come UF6 (che, come detto, è un solido cristallino) amalgamato in cilindri di acciaio che ne contengono circa 12-13 tonnellate (secondo le procedure standard degli Stati Uniti).

## Applicazioni
L'uranio trova applicazione in due sue possibili forme: uranio arricchito ed uranio impoverito. Non è semplice fare una distinzione netta tra applicazioni civili e militari, in quanto esiste una permeabilità tra questi due utilizzi. Ad esempio, l'uranio arricchito può essere usato come combustibile nei reattori nucleari civili, ma anche nei reattori nucleari dei sottomarini e delle portaerei militari a propulsione nucleare.

### Applicazioni civili

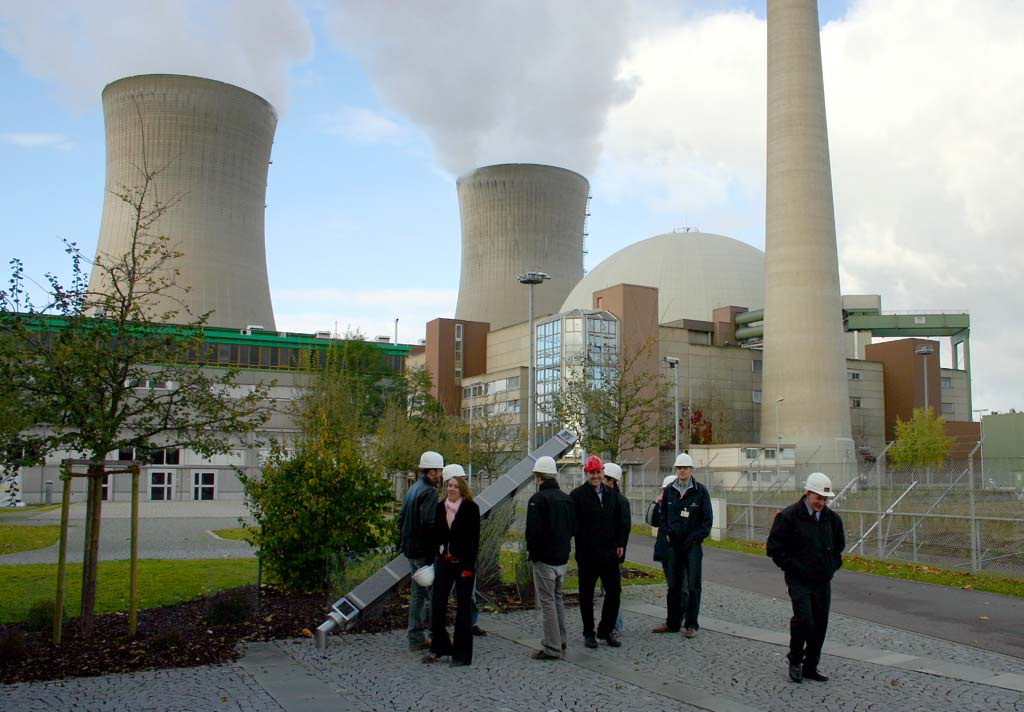
Centrale nucleare tedesca

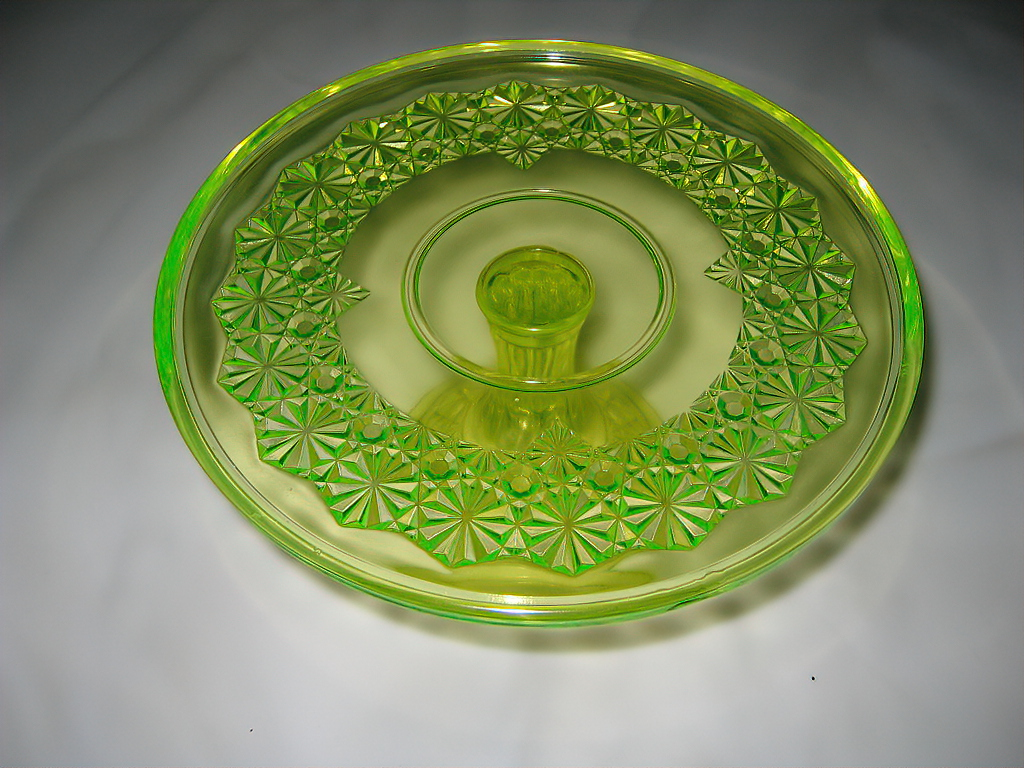
Vetro colorato con uranio

L'uranio è un metallo molto denso e pesante. Nonostante la sua radioattività naturale, grazie al suo elevato peso specifico, trova impiego come materiale di zavorra e contrappesi di equilibratura in aerei, elicotteri e in alcune barche a vela da regata. A volte è impiegato anche per costruire schermature di sorgenti altamente radioattive (soprattutto nel campo della radiografia industriale per la schermatura dei raggi gamma).
Il piombo è un materiale con caratteristiche simili (ed è quasi non radioattivo)
Nel settore civile il principale impiego dell'uranio è l'alimentazione dei reattori delle centrali nucleari, dove è usato un uranio arricchito al 3-4% di 235U. Le tipologie di reattori ad acqua pesante, come il CANDU ed in generale i PHWR possono sfruttare l'uranio naturale come combustibile, senza quindi bisogno di preventivo arricchimento.
Tra gli altri usi si annoverano:
- l'inclusione di sali di uranio nelle ceramiche e nei vetri, per colorare le prime e impartire una fluorescenza gialla o verde ai secondi;
- la datazione delle rocce ignee ed altri metodi di datazione geologica quali la datazione uranio-torio e uranio-piombo attraverso la misura della concentrazione di 238U, la cui emivita è di circa 4,51 miliardi di anni;
- l'acetato di uranile, UO2(CH3COO)2, trova impiego in chimica analitica; forma con il sodio un sale insolubile;
- il nitrato di uranio è usato in fotografia;
- in chimica l'uranio è utilizzato come catalizzatore in alcune reazioni;
- i fertilizzanti fosfatici di origine minerale possono contenere quantità di uranio relativamente alte, se questo è presente come impurezza nei minerali di partenza;
- l'uranio metallico trova uso in dispositivi a guida inerziale e nelle bussole giroscopiche.

In tutte queste applicazioni (tranne che per l'uso come combustibile nelle centrali nucleari) non è importante che si utilizzi uranio naturale oppure uranio impoverito. Ad ogni modo il Dipartimento dell'Energia statunitense rileva che tutti gli impieghi civili dell'uranio non sono finora riusciti a ridurre in modo sostanziale le scorte di uranio impoverito accumulate negli ultimi decenni dalle centrali nucleari di tutto il mondo. Gran parte dell'uranio impoverito è quindi dirottato sul settore militare oppure è stoccato in permanenza in depositi del sottosuolo.

### Applicazioni militari

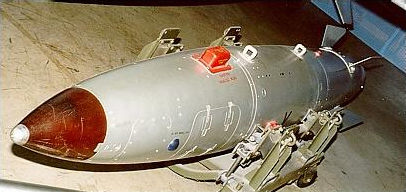
Bomba nucleare

La principale applicazione militare dell'uranio è, nella sua forma molto arricchita nell'isotopo 235U, all'interno delle bombe atomiche o come innesco per le bombe termonucleari. La prima bomba atomica con 235U, Little Boy, venne realizzata nel contesto del Progetto Manhattan, durante gli anni della seconda guerra mondiale e venne sganciata nell'agosto del 1945 sulla città giapponese di Hiroshima durante i bombardamenti atomici di Hiroshima e Nagasaki.
Va ricordato, inoltre, che parte dell'uranio a medio arricchimento prodotto nelle nazioni nucleari più avanzate è utilizzato come combustibile per i reattori ospitati in navi e sottomarini da guerra, rappresentando di fatto un utilizzo indiretto di questo elemento per fini bellici.

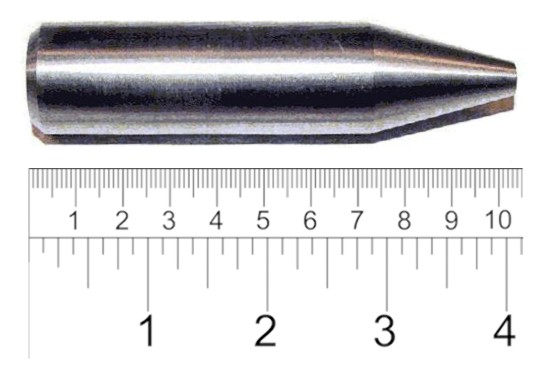
Proiettile di uranio impoverito

L'altra importante applicazione militare dell'uranio si basa sul cosiddetto uranio impoverito, ovvero uranio in cui la percentuale di 235U è stata artificialmente ridotta (mediamente contiene lo 0,25-0,4% di 235U). L'uranio è un metallo molto denso e pesante, e proprio per questo è utilizzato per rendere le corazzature dei carri armati particolarmente resistenti e per costruire munizioni anticarro (al posto del più costoso e meno efficiente tungsteno). Essendo la produzione di uranio impoverito strettamente collegata al processo di arricchimento dell'uranio naturale, del quale costituisce un sottoprodotto, solo gli Stati in grado di arricchire l'uranio possiedono notevoli quantità di uranio impoverito.
Un altro sottoprodotto importante con valore militare dell'uranio è il 239Pu, che è prodotto dalle reazioni nucleari che hanno luogo nella fertilizzazione del 238U contestualmente alla fissione del 235U all'interno dei reattori nucleari. Il plutonio (a weapons grade) è utilizzato per costruire ordigni nucleari e/o come combustibile nei reattori nucleari.

## Storia
L'uso dell'uranio, sotto forma del suo diossido, risale almeno al 79 a.C.; risalgono ad allora alcuni manufatti in ceramica colorati di giallo per aggiunta dell'1% di ossido di uranio rinvenuti in scavi nella zona di Napoli. L'uranio è stato scoperto nel 1789 dallo scienziato tedesco bavarese Martin Heinrich Klaproth, che lo individuò in un campione di uraninite.
L'elemento prese il nome dal pianeta Urano, che era stato scoperto otto anni prima dell'elemento. L'uranio fu isolato come metallo nel 1841 da Eugène-Melchior Péligot ed è del 1850 il primo impiego industriale dell'uranio nel vetro, sviluppato dalla Lloyd & Summerfield di Birmingham, nel Regno Unito.
La radioattività dell'uranio fu osservata per la prima volta dal fisico francese Henri Becquerel nel 1896. A fine 1800 il governo francese tentò di usarlo per fabbricare cannoni in lega con il ferro (ferrouranio).

## Ricerca ed estrazione

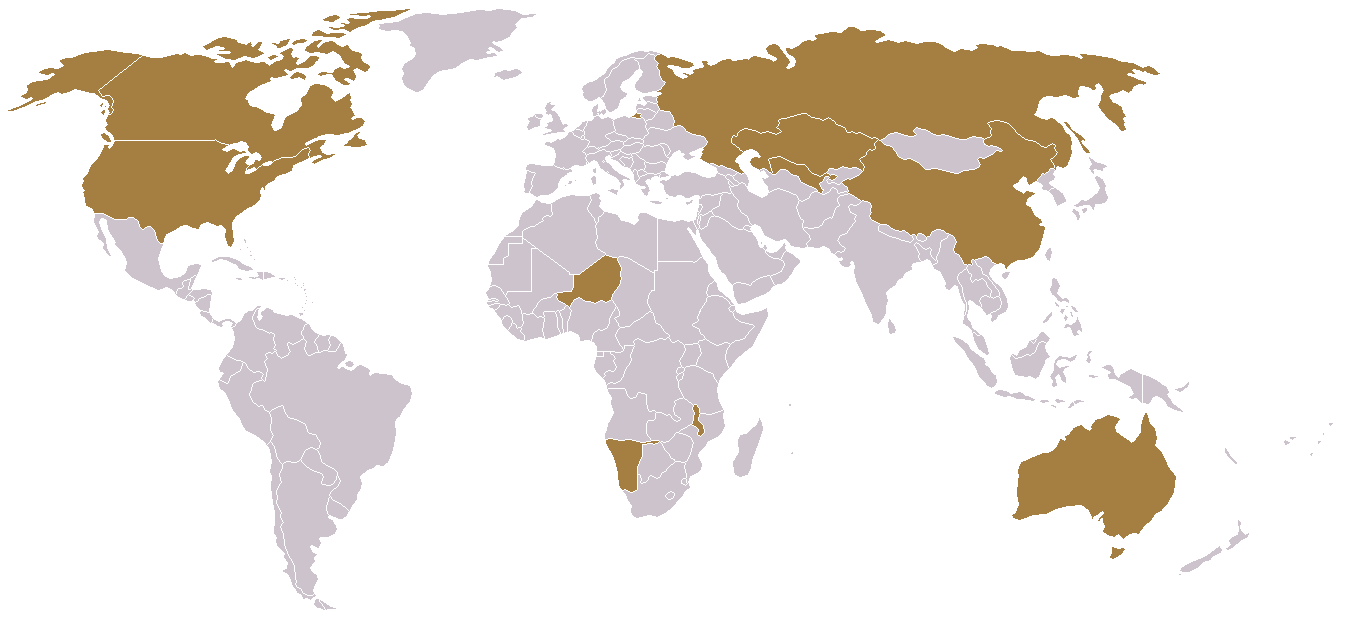
Principali paesi estrattori di uranio

L'esplorazione e l'estrazione di minerali radioattivi iniziò negli Stati Uniti al principio del XX secolo (anche se le prime estrazioni per fini economici avvennero nella Repubblica Ceca alla fine del XIX secolo). I sali di radio, contenuti nei minerali dell'uranio, erano ricercati per il loro impiego in vernici fluorescenti da usarsi per quadranti di orologi ed altri strumenti, nonché per applicazioni mediche – rivelatesi nei decenni successivi particolarmente insalubri.
La domanda di uranio crebbe durante la seconda guerra mondiale, durante la corsa delle nazioni in guerra alla realizzazione della bomba atomica. Gli Stati Uniti sfruttarono i loro giacimenti di uranio localizzati in numerose miniere di vanadio del sud-ovest ed inoltre acquistarono l'uranio dal Congo (all'epoca colonia belga) e dal Canada.
Le miniere del Colorado fornivano principalmente miscele di minerali di uranio e di vanadio (carnotite) ma, per via della segretezza applicata nel periodo bellico, solo quest'ultimo figurava pubblicamente come prodotto delle miniere. In una causa legale condotta molti anni più tardi, i lavoratori di quelle miniere si sono visti riconosciuti risarcimenti per le indennità loro dovute e mai pagate previste per l'estrazione di materiale radioattivo.
I minerali di uranio delle miniere americane non erano ricchi quanto quelli del Congo belga, ma venivano comunque estratti nello sforzo di raggiungere un'autosufficienza produttiva. Sforzi simili furono condotti dall'Unione Sovietica, anch'essa priva di scorte di uranio all'inizio del suo programma nucleare.
In alcuni impianti in Europa e in Russia è attualmente in atto un processo di riarricchimento dell'uranio impoverito. In questi impianti un trattamento a centrifuga dell'uranio impoverito riduce ulteriormente la concentrazione di 235U in gran parte del materiale, producendo una piccola percentuale di uranio con contenuto "naturale" (0,71%) di 235U. L'uranio naturale così ottenuto può nuovamente essere inviato alle centrali nucleari per il processo di arricchimento.

### Ascesa, stagnazione e nuovo boom dell'estrazione dell'uranio – Costi

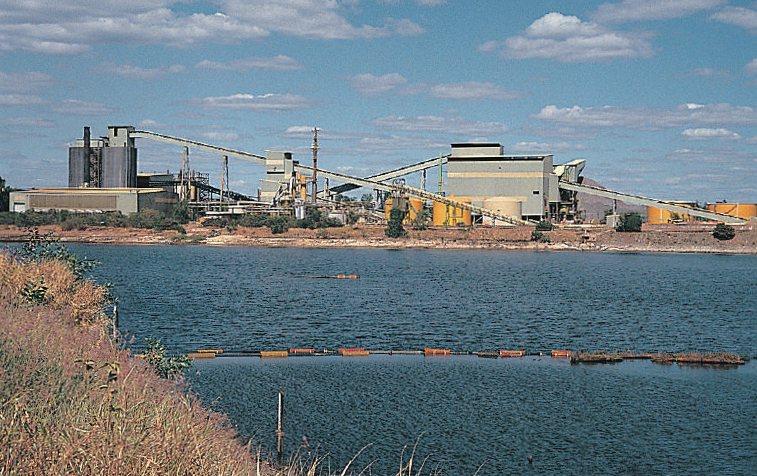
Miniera di uranio a Kakadu National Park in Australia

La ricerca dell'uranio nel mondo trovò un grande impulso all'inizio della guerra fredda; gli Stati Uniti, al fine di garantirsi adeguate forniture di uranio da destinare alla produzione di armi, crearono nel 1946 la Atomic Energy Commission (AEC), incaricata di esplorare potenziali giacimenti per conto dello stato e di intervenire sul prezzo di mercato dell'uranio. L'AEC, fissando un prezzo elevato per i minerali di uranio, contribuì ad un vero e proprio boom nei primi anni cinquanta.
Giacimenti furono scoperti nello Utah nel 1952, anche se la concentrazione di uranio era comunque inferiore a quella osservata in campioni provenienti dal Congo belga o dal Sudafrica: al picco dell'euforia mondiale per l'energia nucleare – negli anni cinquanta – furono anche presi in considerazione metodi per estrarre l'uranio e il torio dai graniti e dalle acque marine.
La domanda da parte dell'apparato militare statunitense iniziò a declinare negli anni sessanta e le scorte di uranio furono completate entro la fine del 1970; nel contempo iniziò ad emergere il mercato dell'uranio per usi civili, ovvero per la realizzazione delle centrali elettriche termonucleari.
Negli Stati Uniti tale mercato collassò nell'arco di un decennio, come risultato di diversi fattori concomitanti, tra cui la crisi energetica, l'opposizione popolare e l'incidente alla centrale di Three Mile Island nel 1979, che portò ad una moratoria de facto dello sviluppo delle centrali nucleari.
Il prezzo dell'uranio nei due decenni successivi continuò a declinare, per una serie di fattori concomitanti. I principali fattori furono il disastro di Černobyl' e la crisi e la dissoluzione dell'Unione Sovietica. L'esplosione dell'impianto di Černobyl' ebbe un forte impatto psicologico in tutto il mondo, provocando una riduzione o un blocco totale nei progetti di costruzione di nuovi impianti nucleari. Negli ultimi anni di esistenza dell'Unione Sovietica, per far fronte alla crescente crisi economica, questo paese mise in vendita grosse quantità di ossido di uranio, in un mercato già saturo per gli scarsi investimenti provocati dall'incidenti di Černobyl', contribuendo a deprimere ulteriormente i prezzi.
Nella seconda metà degli anni novanta, i trattati per la non proliferazione nucleare tra la Russia e gli Stati Uniti portarono all'accordo Megaton contro Megawatt (1995), che vide lo smantellamento di moltissime testate nucleari sovietiche e la vendita come combustibile dell'ossido di uranio da esse ricavabile. Il conseguente e ulteriore aumento dell'offerta ha prodotto un fortissimo ribasso nei prezzi fino alla fine del secolo.
Nonostante il fatto che in molti paesi Europei – Francia, Germania, Spagna, Svezia, Svizzera e Regno Unito – all'iniziale riduzione dei piani di sviluppo del nucleare civile sia in seguito corrisposta una nuova fase di costruzione e ammodernamento delle centrali nucleari, per lungo tempo l'offerta di combustibile nucleare ha fortemente ecceduto la domanda.
Dal 1981 i prezzi per l'ossido di uranio U3O8 registrati dal Dipartimento per l'Energia degli Stati Uniti d'America sono stati in continuo calo fino all'anno 2000: da 32,90 $/lb di U3O8 del 1981 a 12,55 $/lb nel 1990 a meno di 10 $/lb nel 2000. Il minimo valore del prezzo dell'uranio si è raggiunto nel 2001 a meno di 7 $/lb.
Tra il 2001e il 2006 la richiesta mondiale di uranio è fortemente aumentata, sia per un aumento della costruzione di centrali nucleari, che per un incremento nella domanda energetica in Paesi quali Cina, India, Russia e Giappone che fanno largo uso di energia nucleare. Per soddisfare la crescente domanda molti paesi consumatori e produttori hanno iniziato ad intaccare le cosiddette fonti secondarie di uranio, ossia le scorte accumulate in deposito nei decenni precedenti.
Come risultato il prezzo dell'uranio sul mercato mondiale ha subìto una forte impennata, passando dai 7 $/lb del 2001 al picco di 135 $/lb del 2007. Al 2001 il prezzo dell'uranio incideva per il 5-7% sul totale dei costi riguardanti la produzione di energia nucleare. Secondo dati della WNA, a gennaio 2010, con uranio a 115 $/kg e considerandolo sfruttato da reattori attualmente in funzione, questo incide per circa il 40% sul costo del combustibile, che incide per circa 0,71 c$ sul costo di generazione di ogni kWh.
A seguito dell'incidente della centrale di Fukushima Dai-ichi, i prezzi dell'uranio hanno subito un crollo durato circa un decennio. Dopo essersi assestato intorno a 25 $/lb, negli ultimi mesi la domanda di uranio è nuovamente aumentata. Il Giappone, dopo un'iniziale paura dovuta al disastro nucleare, ha intenzione di puntare sull'energia nucleare per coprire un quinto del suo fabbisogno energetico entro il 2030, mentre il commissario per l'Energia dell'Unione Europea ha affermato che entro il 2050 il nucleare coprirà il 15% del fabbisogno energetico europeo.

### Rischi associati all'estrazione
Dato che l'uranio emette radon, un gas radioattivo, nonché altri prodotti di decadimento altrettanto radioattivi, l'estrazione mineraria di uranio presenta pericoli ulteriori che si sommano a quelli già esistenti nell'attività del minatore. Le miniere di uranio che non siano "a cielo aperto" richiedono adeguati sistemi di ventilazione per disperdere il radon.
Durante gli anni cinquanta molti dei minatori statunitensi impiegati nelle miniere di uranio erano nativi Navajos, dato che molte delle miniere erano collocate nelle loro riserve. A lungo andare molti di essi svilupparono forme di cancro al polmone. Alcuni di loro e dei loro discendenti sono stati beneficiari di una legge che nel 1990 ha riconosciuto il danno loro arrecato.

### TuballoyeOralloy
Durante il lavoro del Progetto Manhattan, esigenze di segretezza fecero adottare i nomi di tuballoy e oralloy per riferirsi rispettivamente all'uranio naturale e all'uranio arricchito. Questi nomi sono ancora occasionalmente usati oggi.

## Composti

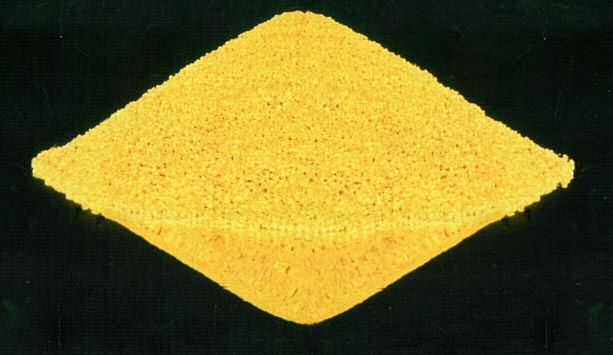
Yellowcake

Il tetrafluoruro di uranio (UF4) è noto come "sale verde" ed è un prodotto intermedio nella produzione di esafluoruro di uranio.
Il concentrato di uranio è detto Yellowcake. Prende questo nome dal colore e dalla scabrosità superficiale del materiale prodotto durante le prime operazioni minerarie, anche se i mulini odierni, lavorando ad alta temperatura, producono "yellowcake" di colori che vanno dal verde scuro al quasi nero.
Lo yellowcake contiene in genere dal 70% al 90% in peso di ossido di uranio (U3O8). Esistono altri ossidi, quali UO2 e UO3; il più stabile di tutti è U3O8, che in realtà è considerato essere l'ossido misto UO2 · 2UO3.
Il diuranato di ammonio è un prodotto intermedio nella produzione di yellowcake ed ha un colore giallo brillante. È a volte confuso con lo stesso "yellowcake", ma non è solitamente la stessa cosa.
Il nitrato di uranile UO2(NO3)2 è un sale di uranio solubile ed estremamente tossico.

## Disponibilità in natura
L'uranio è un elemento che si rinviene nella crosta terrestre, in basse concentrazioni, praticamente in tutte le rocce, in tutti i terreni e nelle acque. È più abbondante dell'antimonio, del berillio, del cadmio, dell'oro, del mercurio, dell'argento, del tungsteno; ha circa la stessa abbondanza dell'arsenico e del molibdeno.
Si trova come elemento costitutivo principale in alcuni minerali, come l'uraninite (o pechblenda, il minerale di uranio più comune), l'autunite, la carnotite, l'uranofano, la torbernite e la coffinite. Si possono riscontrare concentrazioni di uranio significative anche in alcuni giacimenti come i depositi di rocce fosfatiche, sabbie ricche in monazite in cui l'uranio è presente come vicariante del fosforo (è estratto commercialmente anche da queste fonti). Particolarmente ricche le sabbie delle dune del Niger.
Si ipotizza che la principale fonte del calore che mantiene liquido il nucleo della Terra e il soprastante mantello provenga dal decadimento dell'uranio e dalle sue reazioni nucleari con il torio nel nucleo della Terra, generando così la tettonica a zolle.
I minerali di uranio, affinché l'estrazione mineraria di uranio sia remunerativa, devono contenere una concentrazione minima di ossido di uranio U3O8 che va dallo 0,05% al 0,2%.

## Produzione e distribuzione

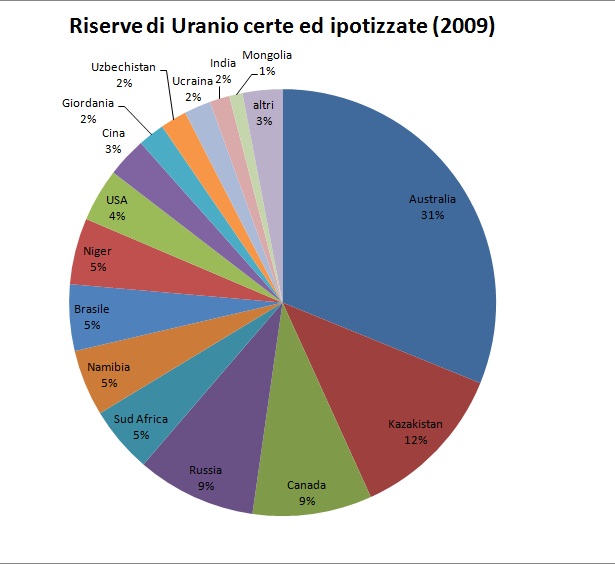
Risorse di uranio nel mondo certe ed ipotizzate ad un prezzo <130$/kg per Stato

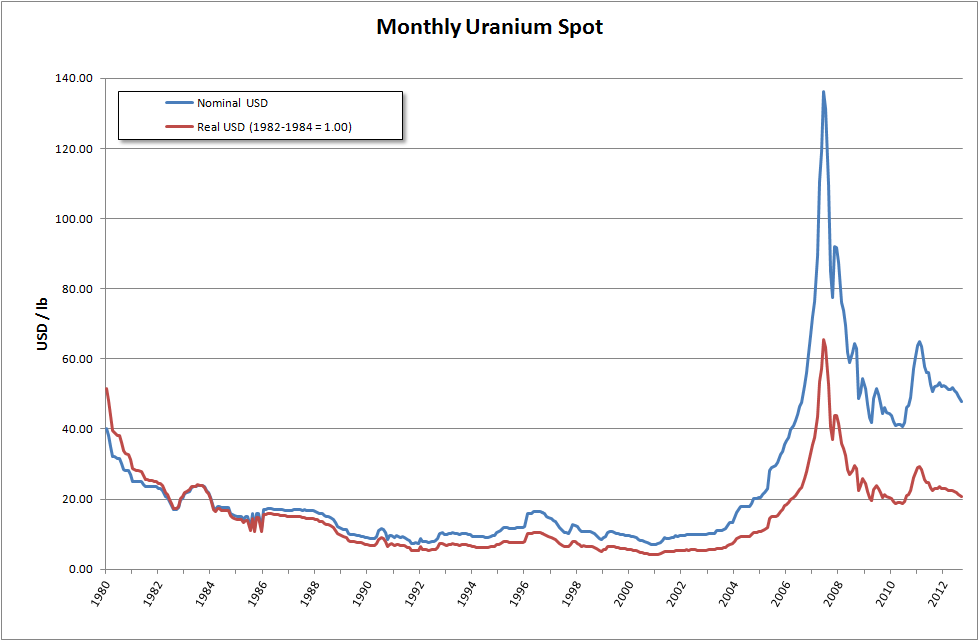
Andamento del prezzo dell'uranio da ($/lb U_{3}O_{8}). Nel 2007 c'è stato un picco.

L'uranio è prodotto industrialmente per riduzione dei suoi alogenuri con metalli alcalini o alcalino-terrosi. Può anche essere prodotto per elettrolisi di KUF5 o UF4 sciolti in CaCl2 o NaCl fuso. L'uranio metallico ad alta purezza è ottenuto per decomposizione termica di alogenuri di uranio su un filamento rovente.
Da 1 kg di ossido di uranio si ricavano circa 840 g di uranio metallico adatto al processo di arricchimento.
Secondo il Red Book della IAEA del 2009, le riserve accertate ed ipotizzate di uranio ad un prezzo di 130 $/kg ammontano a circa 5,4 milioni di tonnellate di uranio. Nel 2009 la produzione di ossido di uranio è stata di 50 572 tonnellate, che corrispondono al 76% della domanda mondiale di combustibile, il rimanente 24% è stato fornito da combustibile esausto riprocessato e trasformato in MOX, testate nucleari smantellate, riserve di uranio già estratte.
L'uranio è distribuito sul pianeta in maniera abbastanza uniforme; è presente nella crosta terrestre in concentrazioni minime ovunque, la concentrazione media di uranio nella crosta terrestre è di 2,8 ppm, nel granito è 4-5 ppm e nell'acqua di mare è 3 ppb. Tre soli paesi (l'Australia, il Canada e il Kazakistan) contengono circa il 52% delle riserve note economicamente estraibili attualmente. Questi tre paesi sono anche i principali produttori di uranio (dati 2009).
Di seguito sono riportati i dati del WNA, riferiti ai paesi produttori di uranio al 2019 e 2020, espressi in tonnellate equivalenti di uranio:
| Stato       | Produzione 2020 | % 2020 | Produzione 2021 | % 2019 |
| ----------- | --------------- | ------ | --------------- | ------ |
| Kazakistan  | 19 521          | 40.6%  | 22 808          | 41.7%  |
| Australia   | 6 154           | 12.8%  | 6 613           | 12.1%  |
| Namibia     | 5 433           | 11.3%  | 5 476           | 10.0%  |
| Canada      | 3 895           | 8.1%   | 6 938           | 12.7%  |
| Niger       | 3 654           | 7.6%   | 2 983           | 5.4%   |
| Uzbekistan  | 3 414           | 7.1%   | 3 500           | 6.4%   |
| Russia      | 2 837           | 5.9%   | 2 911           | 5.3%   |
| Cina        | 1 587           | 3.3%   | 1 885           | 3.4%   |
| Ucraina     | 769             | 1.6%   | 801             | 1.5%   |
| Altri       | 673             | 1.4%   | 424             | 0.8%   |
| Stati Uniti | 81              | 0.2%   | 67              | 0.1%   |
| Sudafrica   | 77              | 0.2%   | 346             | 0.6%   |
| Total       | 48 094          | 100    | 54 752          | 100    |

L'Australia possiede ampi giacimenti (formati soprattutto da carnotite), che rappresentano circa il 28% delle riserve del pianeta. La sua produzione è aumentata di quasi il 40% negli ultimi 4 anni (7 982 tonnellate di uranio metallico estratte nel 2009), quasi raggiungendo il Canada. Il più grande singolo deposito di uranio del mondo è presso la Olympic Dam Mine nello stato dell'Australia Meridionale, che però non è classificata miniera uranifera, essendo l'uranio un sottoprodotto dell'estrazione mineraria dal sito. In Australia si trovano la seconda e la quinta miniera di uranio per estrazione (rispettivamente la miniera Ranger, che è la maggiore miniera di uranio a cielo aperto del mondo, e la già citata Olympic Dam). L'Australia ha in progetto di triplicare l'estrazione di uranio dalla Olympic Dam nei prossimi anni.
Il Kazakistan ha aumentato del 55% l'estrazione di uranio negli ultimi 4 anni, passando dal quinto al primo posto nei produttori dal 2002 al 2009 (2 800 tonnellate di uranio metallico estratte nel 2002 a oltre 13 900 tonnellate del 2009). Attualmente è in progetto l'apertura di 7 nuove miniere nel sud del paese. Si stima che il territorio del Kazakhstan contenga riserve note di ossido di uranio per 750 000 tonnellate, il 18% del totale, e che altrettante siano ancora da scoprire nel sottosuolo di questo paese.
Il Canada possiede ricchi giacimenti in Saskatchewan (formati soprattutto da pechblenda costituiscono il 12% delle riserve mondiali), dove dalle tre miniere del McArthur River, del Rabbit Lake e del McClean Lake si estrae circa il 28% della produzione mondiale (9 000 tonnellate nel 2008, più o meno costante negli ultimi anni). La miniera del McArthur river è anche la più grande miniera di uranio del mondo. Le altre due miniere sono relativamente recenti e si ritiene che la loro produzione dovrebbe aumentare significativamente nei prossimi anni. Inoltre il Canada dovrebbe aprire due nuove miniere (Cigar Lake e Midwest) nel 2007.
Questa sovrapproduzione unita al controllo governativo sulla produzione ha un forte peso nel determinare il prezzo dell'uranio sui mercati internazionali.
Gli altri principali paesi estrattori sono la Russia (10% delle riserve mondiali e 3 564 tonnellate estratte nel 2009), la Namibia (5% riserve e 4 626 tonnellate estratte con la miniera a cielo aperto di Rossing, la quarta del mondo), il Niger (5% riserve e 3 243 tonnellate), l'Uzbekistan (2% riserve e 2429 tonnellate) e gli Stati Uniti (6% riserve e 1453 tonnellate, concentrati negli stati del Wyoming e del Nebraska).
Giacimenti importanti e poco sfruttati si trovano in Sudafrica (che ha l'8% delle riserve mondiali ed ha appena iniziato a sfruttarle con il sistema del reattore a letto di ciottoli), in Brasile (5% delle riserve) e in Mongolia (1% delle riserve). I depositi di minerali di uranio scoperti più di recente (2008) si trovano in Canada, India centrale, Nigeria e Zimbabwe, Stati Uniti, mentre è stata alzata la produttività di alcune miniere spagnole.
Esplorazioni e prospezioni per individuare nuovi giacimenti sono in corso in Canada, Sudafrica, Kazakhstan, Mongolia e nella Repubblica Democratica del Congo.
A seguito di un'indagine geochimica condotta negli anni '80 nello Sri Lanka, l'AIEA ha accertato l'esistenza di nove aree di notevole interesse geologico per l'anomala mineralizzazione dell'uranio, sei delle quali si trovano al confine tra il complesso montuoso degli Highland e l'altopiano del Vijayn, principalmente formate da migmatiti, gneiss granitico e di biotite, con una composizione di anfiboliti e pirosseni nelle rocce di Maha Cya comparabile con quello delle Mary Kathleen, a nord-est delle Queensland australiane.
Al 2025, Russia e Cina hanno stretto accordi con i Paesi africani e col Kazakhstan per la fornitura di uranio, espandendo la propria capacità di arricchimento dell’uranio e le infrastrutture nucleari. La concorrenza negli approvvigionamenti rende concreto il rischio di una stretta sulle forniture.

### Giacimenti in Italia
In Italia, a partire dagli anni cinquanta e poi più assiduamente negli anni sessanta, furono effettuate ricerche di giacimenti sfruttabili di uranio estese a buona parte del territorio nazionale. Il più importante giacimento fu rinvenuto dall'Eni (poi Agip) nei pressi di Novazza (a circa 40 km a nord est di Bergamo). Si trattava di un giacimento di dimensioni ridotte e già negli anni sessanta non fu giudicato in grado di coprire il fabbisogno delle centrali allora esistenti.

## Precauzioni

Radiotossicità (in sievert per gigawatt termico all'anno) del combustibile esausto scaricato dai reattori per diversi cicli del combustibile, in funzione del tempo. L'uso di uranio in reattori tradizionali determina i peggiori risultati.

A dosi non letali, la tossicità chimica dell'uranio può comunque produrre danni all'organismo: inalato in genere sotto forma di ossido (altamente solubile), l'uranio si discioglie nei liquidi delle mucose polmonari, ed entra rapidamente nel sangue. Nonostante gran parte dell'uranio assorbito venga espulso con le urine, la parte che non è eliminata si accumula nelle ossa e soprattutto nei reni; le conseguenze di questo accumulo producono effetti tipici dell'avvelenamento da metalli pesanti: dermatiti, gravi degenerazioni dei reni, necrosi delle arterie.
I danni da radiazione sono permanenti; l'uranio fissato nelle ossa e nei vari organi attraversati irraggia le cellule circostanti, con effetti particolarmente gravi sul midollo osseo. Inoltre le particelle inalate che non finiscono nel sangue possono restare nelle vie respiratorie per lungo tempo.
L'uranio non è assorbito attraverso la pelle; le particelle alfa che emette non sono in grado di penetrare la pelle, ciò rende l'uranio esterno al corpo molto meno pericoloso di quello inalato o ingerito.
Una persona può esporsi all'uranio sia inalandone le polveri nell'aria che ingerendolo con il cibo e con l'acqua; si calcola che l'assunzione media quotidiana di uranio sia compresa tra 0,7 e 1,1 μg.
Persone che vivono in aree vicine a miniere che ne lavorano i minerali possono essere esposte a livelli di radioattività più elevati per via della produzione di polveri sottili e gas radon che vengono trasportati dai venti nelle zone circostanti.
Per la stessa ragione, senza un'adeguata ventilazione i lavoratori delle miniere sono esposti ad un elevato rischio di contrarre il cancro o altre malattie polmonari estremamente gravi. Anche le acque usate dalle miniere per il trattamento del minerale possono diventare veicolo di contaminazione per le aree vicine. Ricerche condotte nel 2005 dall'Arizona Cancer Center su sollecitazione della Nazione Navajo, in cui sono ubicate alcune miniere di uranio, hanno scoperto capacità mutagene di questo elemento, che è in grado di penetrare nel nucleo cellulare e legarsi chimicamente al DNA, alterandolo e provocando errori nella produzione delle proteine, e portare le cellule in stato precanceroso.